# 弦楽四重奏曲第14番 (ドヴォルザーク)
弦楽四重奏曲 第14番 変イ長調 Op. 105（B. 193）は、アントニーン・ドヴォルジャークが1895年12月30日に完成させた弦楽四重奏曲。第13番 ト長調とともに、ドヴォルジャークの最後の弦楽四重奏曲の一つである。
第13番より先に着手されていながら、完成は第13番に遅れをとった。このため通し番号においてはト長調の四重奏曲が若い番号を付けられている。しかし出版は第14番が先になったため、作品番号は変イ長調の四重奏曲に若い番号が付けられた。
米国からボヘミアに里帰りを果たしてからの作品ではあるが、実際には米国滞在中から半年がかりで完成されており、作曲者にしてはむしろ手間取った作品だといえる。本作は、最晩年のドヴォルジャークがもっぱら標題音楽（すなわち交響詩）やオペラに専念するようになってから創られた、数少ない重要な絶対音楽の作品である。
1896年10月20日に初演された。
次の4楽章から成り、全曲を通して演奏するのに37分程度を要する。
1. アダージョ・マ・ノン・トロッポ（変イ短調） — アレグロ・アパッショナート（変イ長調。チェロの独白に始まり、他の楽器が加わる。序奏付きソナタ形式。再現部は第1主題部の途中から。）
2. モルト・ヴィヴァーチェ（ヘ短調）三部形式。
3. レント・エ・モルト・カンタービレ（ヘ長調。主題と四つの変奏とコーダからなる。主要主題は、同年の合唱曲『クリスマスの日』から）
4. アレグロ・マ・ノン・トロッポ（変イ長調。ソナタ形式。第1主題は、1897年の交響詩『英雄の歌』Op. 111（B. 199）でも再利用される。悩ましげなチェロのモノローグに始まるが、たちまち喜ばしい舞曲に取って代わられる）